# Liste des écrivains morts pour la France
Cette liste regroupe une partie des 757 écrivains officiellement déclarés « morts pour la France » (560 au titre de la Première Guerre mondiale ; 197 au titre de la Seconde Guerre mondiale).

## Liste
| Auteur                                | Date de décès |
| ------------------------------------- | ------------- |
| Alain-Fournier                        | 1914          |
| Adrien Bertrand                       | 1917          |
| René Dalize                           | 1917          |
| Antoine de Saint-Exupéry              | 1944          |
| Jacques Arthuys                       | 1943          |
| Guillaume Apollinaire                 | 1918          |
| Victor Basch                          | 1944          |
| Henry de Barrès                       | 1918          |
| Henri Bazire                          | 1919          |
| Pierre Brossolette                    | 1944          |
| Jean-Pierre Calloc'h                  | 1917          |
| Benjamin Crémieux                     | 1944          |
| Louis Codet                           | 1914          |
| Jacques Decour                        | 1942          |
| Jean Desbordes                        | 1944          |
| Robert Desnos                         | 1945          |
| Luc Dietrich                          | 1944          |
| Émile Driant                          | 1916          |
| Valentin Feldman                      | 1942          |
| Bernard Ferrand                       | 1944          |
| Benjamin Fondane                      | 1944          |
| Gabriel-Tristan Franconi              | 1918          |
| André du Fresnois                     | 1914          |
| Amédée Guiard                         | 1915          |
| Maurice Halbwachs                     | 1945          |
| Max Jacob                             | 1944          |
| Georges Jordic-Pignon                 | 1915          |
| Léo Latil                             | 1915          |
| Jules Leroux (écrivain)               | 1915          |
| Jos Le Bras                           | 1915          |
| Paul Lintier                          | 1916          |
| Missak Manouchian                     | 1944          |
| Joachim Merlant                       | 1919          |
| Régis Messac                          | 1945          |
| Léon de Montesquiou                   | 1915          |
| Irène Némirovsky                      | 1942          |
| Paul Nizan                            | 1940          |
| Georges Politzer                      | 1942          |
| Charles Péguy                         | 1914          |
| Georges Pancol                        | 1915          |
| Louis Pergaud                         | 1915          |
| André Ruplinger                       | 1914          |
| Louis-Félix de La Salle de Rochemaure | 1915          |
| Victor Segalen                        | 1919          |
| Albert Thierry                        | 1915          |
| Georges Valois                        | 1945          |
| François Vernet                       | 1945          |
| Jean de La Ville de Mirmont           | 1914          |
| Jean Zay                              | 1944          |

## Hommages
Plusieurs hommages sont rendus spécifiquement à ces écrivains, parmi lesquels :
- l'inauguration, le 15 octobre 1927, par Gaston Doumergue, président de la République, de plaques de marbre au Panthéon de Paris, recensant les noms des 560 écrivains morts au titre de la Grande guerre ;
- la création en 1928 du square des Écrivains-Combattants-Morts-pour-la-France, dans le 16e arrondissement de Paris ;
- la plantation en 1930 dans l'Hérault d'une forêt des écrivains combattants ;
- l'inauguration, le 2 juillet 1949, par Vincent Auriol, président de la République, de plaques au Panthéon de Paris, recensant les noms des 197 écrivains morts au titre de la Seconde Guerre mondiale ;

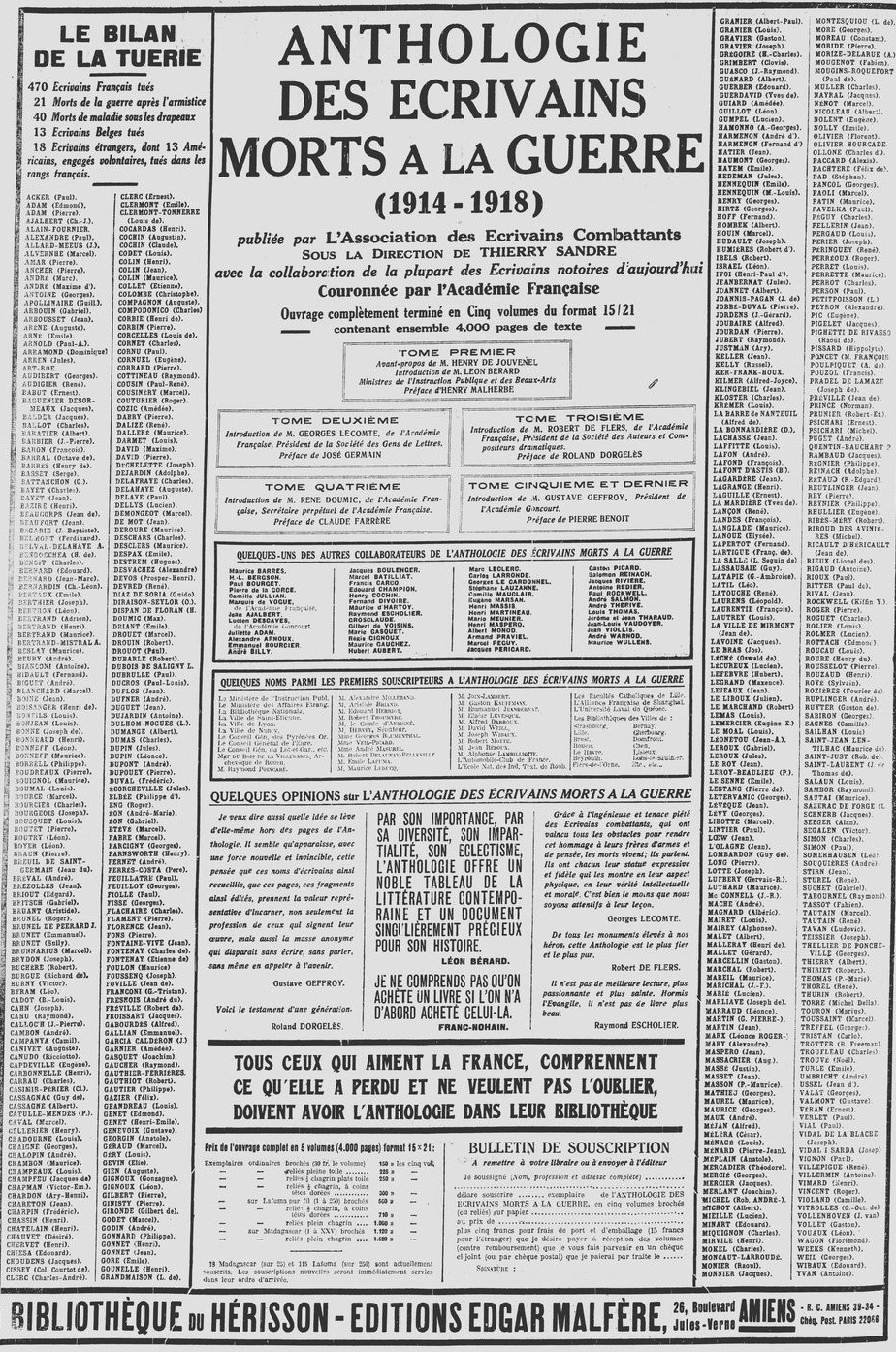
Anthologie des écrivains morts à la guerre.

- chaque année, autour du 11 novembre, date de l'armistice de 1918, l'Association des écrivains combattants organise, au Panthéon, une cérémonie d'hommage aux 757 écrivains, avec lecture, par des élèves, d'extraits de leurs textes.

L'Association des écrivains combattants, fondée en 1919, défend la mémoire de ces écrivains.

## Délai de protection du droit d'auteur
En France, la durée de protection des œuvres des auteurs morts pour la patrie est augmentée de 30 ans, en sus des prorogations de guerre éventuelles. La durée de protection est de :
- 80 ans pour les œuvres publiées à partir du 1er janvier 1948 ;
- 88 ans et 120 jours pour les œuvres publiées du 1er janvier 1921 au 31 décembre 1947 ;
- 94 ans et 272 jours pour les œuvres publiées jusqu'au 31 décembre 1920.

Les premiers auteurs morts pour la France (ceux de l'année 1914) sont donc entrés dans le domaine public le 30 septembre 2009.